# 克罗港岛国家公园
克罗港岛国家公园（法語：Parc national de Port-Cros）是法國的一個國家公園，位於地中海的克罗港岛。克罗港岛国家公园成立於1963年，當時克罗港岛的所有者將這個島嶼捐贈給法國政府。法國遂將該島劃為保護區。

## 外部連結
- （法文） Official site